# Wang Zhen (atleta)
Wang Zhen (王镇S, Wáng ZhènP; Heilongjiang, 24 agosto 1991) è un marciatore cinese, vincitore della medaglia d'oro nella 20 km ai Giochi olimpici di Rio de Janeiro 2016.

## Palmarès
| Anno | Manifestazione  | Sede           | Evento       | Risultato | Prestazione | Note              |
| ---- | --------------- | -------------- | ------------ | --------- | ----------- | ----------------- |
| 2011 | Mondiali        | Taegu          | Marcia 20 km | Argento   | 1h20'54"    |                   |
| 2012 | Giochi olimpici | Londra         | Marcia 20 km | Bronzo    | 1h19'25"    |                   |
| 2013 | Mondiali        | Mosca          | Marcia 20 km | dq        | dq          |                   |
| 2014 | Giochi asiatici | Incheon        | Marcia 20 km | Oro       | 1h19'45"    | Record dei Giochi |
| 2015 | Mondiali        | Pechino        | Marcia 20 km | Argento   | 1h19'29"    |                   |
| 2016 | Giochi olimpici | Rio de Janeiro | Marcia 20 km | Oro       | 1h19'14"    |                   |

## Altre competizioni internazionali
2016
- Oro ai Mondiali a squadre di marcia ( Roma), marcia 20 km - 1h19'22"[2]
- Oro ai Mondiali a squadre di marcia ( Roma), a squadre - 16 p.[3]